# Dyscia karshazti
Dyscia karshazti là một loài bướm đêm trong họ Geometridae.